# Бом
Бом (фр. Baulmes) — громада в Швейцарії в кантоні Во, округ Юра-Нор-Водуа.

## Географія
Громада розташована на відстані близько 75 км на захід від Берна, 30 км на північ від Лозанни.
Бом має площу 22,5 км², з яких на 4 % дозволяється будівництво (житлове та будівництво доріг), 40,1 % використовуються в сільськогосподарських цілях, 54,9 % зайнято лісами, 1 % не є продуктивними (річки, льодовики або гори).

## Демографія
2019 року в громаді мешкало 1042 особи (+5 % порівняно з 2010 роком), іноземців було 15,5 %. Густота населення становила 46 осіб/км².
За віковим діапазоном населення розподілялося таким чином: 20,4 % — особи молодші 20 років, 60,9 % — особи у віці 20—64 років, 18,6 % — особи у віці 65 років та старші. Було 462 помешкань (у середньому 2,3 особи в помешканні).
Із загальної кількості 381 працюючого 40 було зайнятих в первинному секторі, 236 — в обробній промисловості, 105 — в галузі послуг.